# William Joseph Hafey
William Joseph Hafey (* 19. September 1888 in Springfield, Massachusetts, USA; † 12. Mai 1954) war ein US-amerikanischer Geistlicher und römisch-katholischer Bischof von Scranton.

## Leben
William Joseph Hafey empfing am 16. Mai 1914 das Sakrament der Priesterweihe für das Erzbistum Baltimore. 
Papst Pius XI. ernannte ihn am 6. April 1925 zum Bischof von Raleigh. Der Erzbischof von Baltimore, Michael Joseph Curley, spendete ihm am 24. Juni desselben Jahres die Bischofsweihe; Mitkonsekratoren waren der Bischof von Springfield, Thomas Mary O’Leary, und der Bischof von Savannah, Michael Joseph Keyes SM.
Am 22. September 1937 ernannte ihn Papst Pius XI. zum Koadjutorbischof von Scranton sowie zum Titularbischof von Appia. Mit dem Tod Thomas Charles O’Reillys am 25. März 1938 folgte er diesem als Bischof von Scranton nach.